# Trachysphyrus agalma
Trachysphyrus agalma är en stekelart som beskrevs av Porter 1985. Trachysphyrus agalma ingår i släktet Trachysphyrus och familjen brokparasitsteklar. Inga underarter finns listade i Catalogue of Life.